# Samsung Galaxy S III
Samsung Galaxy SIII er en smartphone fra Samsung Electronics. Den er efterfølgeren til Samsung Galaxy S II og blev præsenteret den 3. maj 2012 ved Samsung Mobile Unpacked 2012. Telefonen anvender styresystemet Android 4.0 Ice Cream Sandwich.
Blandt de nye funktioner er en række forskellige sensorer, der registrerer brugerens adfærd. F.eks., om brugeren kigger på skærmen eller ej, og efter denne registrering sørger for at tænde eller slukke displayet. En anden sensor registrer, når brugeren bevæger telefonen op til sit øre, og kan ringe op til det telefonnummer, man er ved at skrive en sms til. Den kan endvidere registrere, om brugeren er væk fra telefonen, og så give besked om ubesvarede opkald eller ulæste beskeder, når man returnerer.
Telefonen er desuden udstyret med stemmestyring, så man alene ved tale kan aktivere eller ændre en række funktioner.
Endvidere tillader softwaren at brugeren deler skærmen op i flere dele, og at man dermed kan arbejde med flere forskellige funktioner samtidigt.